# Pardosa uintana
Pardosa uintana är en spindelart som beskrevs av Willis J. Gertsch 1933. Pardosa uintana ingår i släktet Pardosa och familjen vargspindlar. Inga underarter finns listade i Catalogue of Life.